# Eustala ulecebrosa
Eustala ulecebrosa là một loài nhện trong họ Araneidae.
Loài này thuộc chi Eustala. Eustala ulecebrosa được Eugen von Keyserling miêu tả năm 1892.